# Håksberg
Håksberg is een plaats in de gemeente Ludvika in het landschap Dalarna en de provincie Dalarnas län in Zweden. De plaats heeft 439 inwoners (2005) en een oppervlakte van 86 hectare.

## Verkeer en vervoer
Bij de plaats loopt de Riksväg 50.